# ترکلا
ترکلا (انگلیسی: Terekla) یک شهرک در شهرستان ملئوزوفسکی استان باشقیرستان کشور روسیه است.